# Edward Donnall Thomas

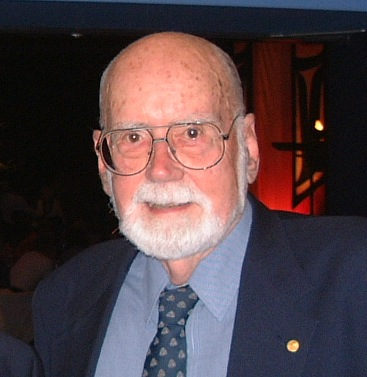
Edward Donnall Thomas (2000)

Edward Donnall „Don“ Thomas (* 15. März 1920 in Mart bei Waco, Texas; † 20. Oktober 2012 in Seattle, Washington) war ein US-amerikanischer Mediziner und einer der bedeutendsten amerikanischen Transplantationsmediziner und Hämatologen. Der Nobelpreisträger für Medizin des Jahres 1990 war emeritierter Professor der University of Washington.
Thomas studierte Chemie und Chemieingenieurwesen an der University of Texas at Austin, wo er 1941 den Bachelor-Abschluss und 1943 den Master-Abschluss erwarb, jeweils im Fach Organische Chemie. Anschließend studierte er Medizin an der Harvard Medical School, wo er 1946 den M.D. erwarb. Im Anschluss daran wechselte er als Assistenzarzt ans Peter Bent Brigham Hospital in Boston, wo er auch mit dem Chirurgen Joseph E. Murray in Kontakt kam, mit dem er später den Nobelpreis für Physiologie oder Medizin erhielt. Außerdem leistete den Wehrdienst in der United States Army ab. 1950 kehrte er in den Wissenschaftsbetrieb zurück, zunächst als wissenschaftlicher Mitarbeiter am Massachusetts Institute of Technology, von 1953 bis 1955 am Peter Bent Brigham Hospital als Facharzt für Hämatologie (Krankheiten des Blutsystems) und als Hochschullehrer für Medizin an der Harvard University.
1955 wurde Thomas als Chefarzt ans Mary Imogene Bassett Hospital in Cooperstown (New York) berufen. Dort wurde er erstmals vertraut mit der Entdeckung, dass Nagetiere, die man einer potentiell tödlichen Dosis Radioaktivität aussetzte, überlebten, wenn man ihnen intravenös Zellen aus dem Knochenmark eines Spenders zuführte. 1957 wandte er erstmals diese Methode bei einem an Leukämie erkrankten Patienten an: Er bestrahlte ihn mit einer hohen Dosis, um die Krebszellen abzutöten; danach infundierte er ihm Knochenmark-Zellen von seinem eineiigen Bruder.
Sowohl dieser erste Patient als auch zahlreiche weitere, von Fachkollegen ähnliche behandelte Personen starben später an den Folgen von Infektionen oder schweren Immunreaktionen, die man bei den Tierversuchen nicht beobachtet hatte. Schon 1957 begann Thomas daher mit Hunden zu experimentieren, um die Therapieerfolge zu verbessern und leistete so Pionierarbeit in der Transplantation von Stammzellen aus dem Knochenmark.
Ab 1963 arbeitete er am United States Public Health Service Hospital (USPHS) in Seattle, das mit dem Fachbereich Medizin der University of Washington verbunden war. Hier war er von 1963 bis 1989 Professor, ab 1985 Leiter der Onkologischen Abteilung und nach Schließung des USPHS ab 1974 Direktor der Abteilung für Medizinische Onkologie am ersatzweise gegründeten Fred Hutchinson Cancer Research Center in Seattle. Ab 1969 hatte er am USPHS die Behandlung von Patienten mit Stammzellen wieder aufgenommen. Es dauerte zehn Jahre, bis die Immunreaktionen – heute bekannt als Graft-versus-Host-Reaktion – in seiner Arbeitsgruppe verstanden und danach auch andernorts beherrschbar wurden.
1980 wurde Thomas mit dem Charles F. Kettering Prize der General Motors Cancer Research Foundation ausgezeichnet. Er wurde 1982 in die National Academy of Sciences aufgenommen. Mit einer autologen Stammzelltransplantation heilte er 1987 den Tenor José Carreras von seiner akuten Leukämie. In diesem Jahr wurde er mit dem Karl Landsteiner Memorial Award ausgezeichnet. 1990 erhielt er zusammen mit Joseph E. Murray den Nobelpreis für Physiologie oder Medizin für ihre in den 1950er Jahren erfolgte Einführung der Methode der Übertragung von Gewebe und Organen als klinische Behandlungspraxis in die Humanmedizin, sowie die National Medal of Science und einen Gairdner Foundation International Award. 1992 wurde Thomas mit der George M. Kober Medal ausgezeichnet.
Er war seit 1942 mit seiner ehemaligen Mitstudentin, der Journalistin Dorothy Martin (1922–2015) verheiratet, mit der er drei Kinder hatte.